# Hans Schnitzler
Hans C. Schnitzler (Den Haag, 2 juli 1968) is een Nederlandse filosoof, schrijver en columnist. In zijn werk staat de invloed van de digitalisering op de alledaagse leefwereld centraal. Andere thema’s waarmee hij zich bezighoudt zijn ethiek, onderwijs en burgerschap.
Schnitzler studeerde filosofie aan de Vrije Universiteit in Amsterdam. In 2015 verscheen van zijn hand Het digitale proletariaat, waarin hij waarschuwt voor technologische ontwikkelingen en commerciële krachten die de mens reduceren tot 'een radertje in de machines van de techniektitanen van Silicon Valley'. Het essay stond op de longlist voor de Socratesbeker. In 2017 werd zijn Kleine filosofie van de digitale onthouding gepubliceerd. In dit werk reflecteert hij, aan de hand van de ‘digitale detox’-ervaringen van millennials, op wat het betekent om offline te gaan in een wereld die altijd online is. In 2021 publiceerde hij een cultuurfilosofisch essay met de titel Wij nihilisten - een zoektocht naar de geest van digitalisering. Hierin gaat hij, onder meer geïnspireerd door de geschriften van Friedrich Nietzsche, op zoek naar de culturele wortels van het succesverhaal van Big Tech. Dit werk haalde de shortlist voor de Socratesbeker van 2021. In het in 2024 gepubliceerde Filosofie van de kroeg onderzoekt Schnitzler de vraag: hoe de samenleving leefbaar te houden, waarbij hij de kroeg portretteert als fysieke ontmoetingsplek waar samenlevingskunst vorm en inhoud kan krijgen. Ook in 2024 verscheen het essay De mens, de machine & de therapeut waarin Schnitzler de lezer meeneemt in 'technotherapie'. Als in een relatietherapie verkent hij de relatie tussen mens en technologie en hoe die als zodanig is gegroeid en wat dit betekent voor het onderscheid tussen echt en nep. Dit essay schreef Schnitzler in het kader van de Maand van de geschiedenis.    
Van 2011 tot en met 2013 was Schnitzler vaste columnist bij de Volkskrant. Sinds 2017 schrijft hij columns voor het journalistieke platform Follow the Money. Opiniestukken en essays van zijn hand zijn verder verschenen in NRC, Trouw, De Standaard, De Morgen, De Groene Amsterdammer en Hard Gras. Schnitzler is tevens mede-grondlegger van de Bildung Academie, een onderwijsbeweging die algemene vorming en maatschappelijk verantwoordelijkheidsbesef een centrale plek in het onderwijs wil geven.
Met enige regelmaat treedt Schnitzler in de media op. Voor het radioprogramma Met het Oog op Morgen geeft hij geregeld commentaar op de actualiteit. Verder was hij te gast bij De wereld draait door, Het filosofisch kwintet, VPRO boeken, Tegenlicht, en verschillende actualiteitenprogramma’s zoals EenVandaag.